# Green Bullfrog
Green Bullfrog è un album ideato da Derek Lawrence contenente una session in studio che vede la partecipazione congiunta di importanti musicisti hard rock i quali però compaiono, per ragioni contrattuali, utilizzando degli pseudonimi.

## Il disco
Il disco viene registrato nel 1970 ed edito nel 1971 dalla Decca negli Stati Uniti e dalla MCA in Gran Bretagna. Successivamente, a partire dagli anni '80, è stato ristampato numerose volte, con l'indicazione dei veri nomi dei musicisti che vi presero parte. Negli Stati Uniti venne anche pubblicato un raro 45 giri contenente i brani My Baby Left Me e Lovin' You Is Good For Me, Baby (Decca 32831)

## Tracce
1. Ain't Nobody Home (Jerry Ragovoy)
2. Bullfrog (Derek Lawrence)*
3. Walk a Mile in My Shoes (Joe South)*
4. My Baby Left Me (Arthur Crudup)*
5. Makin' Time (Eddie Phillips, Kenny Pickett)*
6. Lawdy Miss Clawdy (Lloyd Price)*
7. I'm a Free Man (Klingman)*
8. Lovin' You is Good for me Baby (Lawrence/Corlett/Hutton)*
9. I Want You (White)*
10. Louisiana Man (Doug Kershaw)
11. Who Do You Love (Ellas McDaniel)

## Formazione
- Bevy (Tony Ashton) – tastiere [1]
- Boots (Ritchie Blackmore) – chitarra [1]
- Boss (Big Jim Sullivan) – chitarra [1]
- Jordan (Earl Jordan) – voce [1]
- Pinta (Albert Lee) – chitarra [1]
- Sleepy (Charles "Chas" Hodges) – basso [1]
- Sorry (Matthew Fisher) – tastiere [1]
- Speedy (Ian Paice) – batteria [1]
- Vicar (Rod Alexander) – chitarra [1]